# 가이코쿠하쿠 Y150
가이코쿠하쿠 Y150(일본어: 開国博Y150)는 요코하마 항구 개항 150주년을 기념하여 2009년 4월 28일부터 9월 27일까지 153일동안 가나가와현 요코하마시에서 개최된 지역 박람회이다. 방문자 수는 123만 9325명 (유료 공연장), 716만 6300명 (무료 공연장)이다.